# 코바야시 마사히로
코바야시 마사히로(Masahiro Kobayashi, 1971년 5월 16일 ~ )는 일본의 배우, 일본의 성우, 텔레비전 배우이다.
야쿠모정에서 태어났다.

## 게임
- 파이널 판타지 7 리메이크 - 바레트 월레스

## 방송
- 타치바나 노보루 청춘 비망록 2

## 영화
- 해변의 리어 (2017년)
- 만날 때는 언제나 타인 (2013년)
- 일본의 비극 (2012년)
- 위기의 여자들 (2011년)
- 하루와의 여행 (2010년)
- 코드명 멜빌 (2009년) - 본인 역
- 백야 (2009년)
- 난 몰라요 (2008년)
- 사랑의 예 (2007년)
- 플릭 (2005년)
- 베이싱 (2005년)
- 완전한 사육 5 - 미용사의 사랑 (2004년)
- 걷는 남자 (2001년)
- 살해 (2000년)
- 해적판 (1999년)
- 폐점 시간 (1996년)